# 李勇 (台湾の声優)
李 勇（り ゆう、Leo Y. Lee、1964年7月17日 - ）は、台湾の男性声優、放送番組司会者。

## 経歴
李勇は、兵役を終えた後、中華電視公司 (CTS) に勤めていた姉の勧めで、華視訓練センターの吹き替えを学ぶコースの1期生に申し込み、ここから吹き替えと放送の世界に入った。1986年から、広告、映画、オーディオブックなどの吹き替えの仕事や、ラジオ放送番組の司会を始めた。林志穎主演の『小心黑夜』、『卜派小子（ビビアン・スーの恋しくて）』、『報告班長3（金城武 ソルジャー・ボーイズ）』といった映画で、林の声を吹き替え、スクリーンには登場しない、林の代わりの声となった。声優の仕事を初めて16年目に行き詰まりを感じとり、これを乗り越えようと仕事をいったん降りて、アメリカ合衆国へ留学して映画を学び、映画およびマルチメディア制作の学士号を取得した。台湾へ帰国後、大人物芸術製作を設立し、自らアートディレクターとなり、声優の要請コースを開いた。

## 出演
太字はメインキャラクター。

### テレビドラマ
- 冒険野郎マクガイバー（マードック）
- 天才学級アント・ファーム (ギブソン、ダリル・パークス)
- 愉快なシーバー家 (マイケル・シーバー)

### 映画
- ビビアン・スーの恋しくて
- 金城武 ソルジャー・ボーイズ
- 欲望の翼 (サブ)

### テレビアニメ
- 機動戦士Ζガンダム (カミーユ・ビダン)
- LINE TOWN (部長)
- アイカツ! (ジョニー別府）
- 新幹線変形ロボ シンカリオン (清洲リュウジ、小山ダイヤ他)
- ロボカーポリー (ロイ)
- アラジンの大冒険 (アラジン)

### アニメ映画
- ハウルの動く城 (ハウル)
- もののけ姫 (アシタカ)
- ライオン・キング (シンバ)

### ゲーム
- オーバーウォッチ (ゼニヤッタ)